# Vespertilionidae
Famille
Les vespertilionidés (Vespertilionidae) sont une famille de chauves-souris, largement répandue sur tous les continents (sauf l’Antarctique). Avec 407 espèces connues, c’est la seconde plus grande famille de mammifères. La plupart se nourrissent d’insectes qu’elles localisent par écholocation ultrasonore en émettant des vibrations du larynx, et quelques-unes, rares, se nourrissent aussi de poissons ou de vertébrés.  

## Étymologie
Le terme vespertilionidae est dérivé du latin vespertilio, -onis « chauve-souris » et du suffixe -idae marqueur indiquant une famille zoologique.

## Description
La famille des Vespertilionidae regroupe 407 espèces connues, 48 genres et cinq ou six sous-familles selon les auteurs (ITIS, MSW, ADW voir section ci-dessous). Ils forment la seconde plus grande famille de mammifères, surpassée seulement par la famille des Muridés (rats et souris de l’Ancien Monde) qui contient plus de 1 150 espèces. Elles représentent près d’un tiers des chauves-souris vivantes.
La plupart des espèces sont de taille assez petite (de 30 à 130 mm) et de masse de 40 à 80 g. Leur face ne comporte pas de feuille nasale mais elle peut être ornée de glandes renflées.
Les vespertilionidés ont de petits yeux généralement cachés par la fourrure et une queue bien développée.
Leurs oreilles externes sont souvent de taille réduite avec un tragus simple. Une exception notable est constituée par les genres Plecotus, Idionycteris, et Euderma, qui portent de grandes oreilles, engorgées de sang quand elles sont actives, et se dégonflant subitement quand elles cessent leur activité.
La plupart des espèces ont de longues ailes.
La fourrure est généralement terne : grise, brune ou noirâtre, avec un dessous pâle. Cependant, plusieurs espèces arboricoles, en particulier les chauves-souris du genre Kerivoula, sont connues pour leurs motifs de couleurs vives et contrastées qui les aident à se cacher lorsqu'elles reposent dans des branches d'arbres.
Le dimorphisme sexuel est présent dans beaucoup de vespertilionidés. Les femelles sont plus grandes que les mâles.
La plupart des vespertilionidés se nourrissent d’insectes. Elles attrapent leurs proies dans la membrane alaire tendue entre leurs pattes arrière puis elles penchent leur tête sous leur corps pour les saisir avec les dents. Certaines espèces du genre Myotis (nom vernaculaire français peut être vespertilions ou murins), peuvent se nourrir de poissons ou de crustacés, comme le « murin pêcheur » Myotis vivesi.
Elles utilisent l’écholocation ultrasonore pour localiser leurs proies. Toutes les espèces de vespertilionidés utilisent des impulsions dont la fréquence varie au fur et à mesure de leur production, c'est pourquoi ils sont classés comme chauves-souris à modulation de fréquence. Les appels sociaux utilisent généralement des fréquences inférieures à celles utilisées pour l'écholocation et sont souvent audibles par l'homme.

## Reproduction
Le système d’accouplement est mal connu dans la plupart des espèces. Seulement 17 espèces ont bien été étudiées. Parmi celles-ci, 3 espèces comportent un système de harem toute l’année, avec une population de femelles assez stable, 6 espèces présentent des groupements polygames saisonniers, et 3 espèces ont un comportement monogame.
Les espèces qui s’accouplent toute l’année proviennent des régions tropicales de l’Ancien Monde, alors que les espèces qui s’accouplent de façon saisonnière se trouvent dans les régions subtropicales ou tempérées.  

## Durée de vie
Les vespertilionidés vivent typiquement 4 à 6 ans dans la nature, mais quelques Myotis peuvent vivre plus de 20 ans.
Elles peuvent être victimes de prédateurs comme des oiseaux (faucons, aigles, chouettes), des serpents (Colubridae), des ratons laveurs (Procyon lotor), opossums (famille des Didelphidae), blaireaux, etc. Elles hébergent de nombreux ectoparasites tels que les acariens, les puces, et les tiques.
Le virus de la rage peut être porté par quelques espèces.

## Comportement
Les espèces tropicales ont tendance à rester dans la même région au cours de l’année, alors que les espèces tempérées peuvent migrer (cas de Lasiurus) mais le plus souvent, elles hibernent.

## Distribution
Les vespertilionidés constituent la famille la plus largement répandue de chauves-souris. Elles sont bien établies sur tous les continents sauf l’Antarctique (ADW). Elles ont aussi colonisé beaucoup d’îles océaniques, comme Hawaï, les Galapagos, les Açores, l’Islande, etc.

## Habitats
On trouve les vespertilionidés dans une grande diversité d’habitats. Des régions tropicales ou régions tempérées, suivant l’espèce, elles peuvent préférer les zones boisées ou ouvertes.

## États de conservation
En 2008, l’IUCN a répertorié 44 espèces de vespertilionidés en danger d’extinction. Le genre le plus menacé est Myotis.
La destruction des habitats, est la plus grande menace pour les chauves-souris.

## Classification

### Liste des sous-familles
Selon BioLib (2 octobre 2020) :
- sous-famille Kerivoulinae Miller, 1907
- sous-famille Murininae Miller, 1907
- sous-famille Tomopeatinae Miller, 1907
- sous-famille Vespertilioninae Gray, 1821

Selon ITIS (2 octobre 2020) :
- sous-famille Antrozoinae Miller, 1897
- sous-famille Kerivoulinae Miller, 1907
- sous-famille Murininae Miller, 1907
- sous-famille Myotinae Tate, 1942
- sous-famille Vespertilioninae Gray, 1821

Selon Mammal Species of the World (version 3, 2005)  (2 octobre 2020) :
- sous-famille Antrozoinae
- sous-famille Kerivoulinae
- sous-famille Miniopterinae
- sous-famille Murininae
- sous-famille Myotinae
- sous-famille Vespertilioninae

### Liste des genres
Selon BioLib (2 octobre 2020) :
- genre Antrozous H. Allen, 1862
- genre Barbastella Gray, 1821
- genre Cassistrellus Ruedi, Eger, Lim & Csorba, 2017
- genre Chalinolobus Peters, 1866
- genre Corynorhinus H. Allen, 1865
- genre Eptesicus Rafinesque, 1820
- genre Euderma H. Allen, 1892
- genre Eudiscopus Conisbee, 1953
- genre Glischropus Dobson, 1875
- genre Harpiocephalus Gray, 1842
- genre Harpiola Thomas, 1915
- genre Hesperoptenus Peters, 1868
- genre Histiotus Gervais, 1856
- genre Hypsugo Kolenati, 1856
- genre Ia Thomas, 1902
- genre Idionycteris Anthony, 1923
- genre Kerivoula Gray, 1842
- genre Khonsunycteris Gunnell, Simons & Seiffert, 2008 †
- genre Laephotis Thomas, 1901
- genre Lasionycteris Peters, 1866
- genre Lasiurus Gray, 1831
- genre Mimetillus Thomas, 1904
- genre Murina Gray, 1842
- genre Myotis Kaup, 1829
- genre Neoromicia Roberts, 1926
- genre Niumbaha Reeder, Helgen, Vodzak, Lunde & Ejotre, 2013
- genre Nyctalus Bowdich, 1825
- genre Nycticeius Rafinesque, 1819
- genre Nyctophilus Leach, 1821
- genre Otonycteris Peters, 1859
- genre Parahypsugo Hutterer, Decher, Monadjem & Astrin, 2019
- genre Pharotis Thomas, 1914
- genre Philetor Thomas, 1902
- genre Pipistrellus Kaup, 1829
- genre Plecotus E. Geoffroy Saint-Hilaire, 1818
- genre Rhogeessa H. Allen, 1866
- genre Scotoecus Thomas, 1901
- genre Scotomanes Dobson, 1875
- genre Scotophilus Leach, 1821
- genre Submyotodon Ziegler, 2003
- genre Synemporion Ziegler, Howarth & Simmons, 2016 †
- genre Thainycteris Kock & Storch, 1996
- genre Tomopeas Miller, 1900
- genre Tylonycteris Peters, 1872
- genre Vespadelus Troughton, 1941
- genre Vespertilio Linnaeus, 1758
- genre Witwatia Gunnell, Simons & Seiffert, 2008 †

Selon Catalogue of Life (2 octobre 2020) :
- genre Antrozous
- genre Arielulus
- genre Barbastella
- genre Bauerus
- genre Chalinolobus
- genre Corynorhinus
- genre Eptesicus
- genre Euderma
- genre Eudiscopus
- genre Falsistrellus
- genre Glauconycteris
- genre Glischropus
- genre Harpiocephalus
- genre Harpiola
- genre Hesperoptenus
- genre Histiotus
- genre Hypsugo
- genre Ia
- genre Idionycteris
- genre Kerivoula
- genre Laephotis
- genre Lasionycteris
- genre Lasiurus
- genre Mimetillus
- genre Murina
- genre Myotis
- genre Neoromicia
- genre Niumbaha
- genre Nyctalus
- genre Nycticeinops
- genre Nycticeius
- genre Nyctophilus
- genre Otonycteris
- genre Parastrellus
- genre Perimyotis
- genre Pharotis
- genre Philetor
- genre Phoniscus
- genre Pipistrellus
- genre Plecotus
- genre Rhogeessa
- genre Scoteanax
- genre Scotoecus
- genre Scotomanes
- genre Scotophilus
- genre Scotorepens
- genre Scotozous
- genre Tylonycteris
- genre Vespadelus
- genre Vespertilio

#### Genres et espèces d'Europe
Liste des neuf genres appartenant à la famille Vespertilionidae comportant les espèces les plus communes en Europe [réf. nécessaire]:
- Barbastella
  - Barbastella barbastellus (Barbastelle commune)
- Eptesicus
  - Eptesicus bottae
  - Eptesicus nilssonii (Sérotine de Nilsson)
  - Eptesicus serotinus (Sérotine commune)
- Hypsugo
  - Hypsugo savii (Pipistrelle de Savi)
- Miniopterus
  - Miniopterus schreibersii (Minioptère de Schreibers)
- Myotis
  - Myotis alcathoe (Vespertilion alcathoe, murin alcathoe)
  - Myotis aurascens
  - Myotis bechsteinii (Vespertilion de Bechstein, murin de Bechstein)
  - Myotis blythii (Petit murin)
  - Myotis brandtii (Vespertilion de Brandt, murin de Brandt)
  - Myotis capaccini (Vespertilion de Capaccini, murin de Capaccini)
  - Myotis dasycneme (Vespertilion des marais, murin des marais)
  - Myotis daubentonii (Vespertilion de Daubenton, murin de Daubenton)
  - Myotis emarginatus (Vespertilion à oreilles échancrées, murin à oreilles échancrées)
  - Myotis myotis (Grand murin)
  - Myotis mystacinus (Vespertilion à moustaches, murin à moustaches)
  - Myotis nattereri (Vespertilion de Natterer, murin de Natterer)
  - Myotis punicus
- Nyctalus
  - Nyctalus azoreum
  - Nyctalus lasiopterus (Grande noctule)
  - Nyctalus leisleri (Noctule de Leisler)
  - Nyctalus noctula (Noctule commune)
- Pipistrellus
  - Pipistrellus kuhlii (Pipistrelle de Kuhl)
  - Pipistrellus maderensis
  - Pipistrellus nathusii (Pipistrelle de Nathusius)
  - Pipistrellus pipistrellus (Pipistrelle commune)
  - Pipistrellus pygmaeus (Pipistrelle soprane)
- Plecotus
  - Plecotus auritus (Oreillard roux,Oreillard commun)
  - Plecotus austriacus (Oreillard gris)
  - Plecotus kolombatovici
  - Plecotus macrobullaris
  - Plecotus sardus
  - Plecotus teneriffae
- Vespertilio
  - Vespertilio murinus (Sérotine bicolore)